# Artibeus schwartzi
Artibeus schwartzi — вид родини листконосові (Phyllostomidae), ссавець ряду лиликоподібні (Vespertilioniformes, seu Chiroptera).

## Поширення
Країни поширення: Барбадос, Гренада, Монтсеррат, Сент-Кітс і Невіс, Сент-Люсія, Сент-Вінсент і Гренадини, Тринідад і Тобаго.

## Поведінка
Очікується, що це кочівний фруктоїдний вид. Ймовірно, споживає плоди Фікуса та інші фрукти з верхніх частин дерев. Цей вид був виловлений поблизу бананових плантацій.

## Загрози й охорона
Як і інші види малих островів, ці кажани потерпають через суворі погодні умови (тропічні шторми), а також від трансформації природних лісів у житлові райони та плантації.
На цих островах є декілька лісових та природних заповідників, і цей вид може бути захищений у них.